# Молодёжный (Тульская область)
Молодёжный — посёлок в Тульской области России. Входит в Пролетарский территориальный округ в рамках городского округа город Тула.

## География
Расположен у северо-восточных окраин города Тула, на автомобильной трассе Р-132, на участке Тула — Венёв.

## История
До 1990-х гг. посёлок входил в Медвенский сельский Совет. В 1997 году стал частью Медвенского сельского округа Ленинского района Тульской области.
В рамках организации местного самоуправления с 2006 до 2014 гг. включался в состав Медвенского сельского поселения Ленинского района, с 2015 года входит в Пролетарский территориальный округ в рамках городского округа город Тула.

## Население
| 2002 | 2010  |
| ---- | ----- |
| 1374 | ↘1289 |

## Транспорт
Легкодоступен автотранспортом. Остановка общественного транспорта «Посёлок Молодёжный».